# 동조궁
동조궁(일본어: 東照宮 도쇼구[*])은 일본의 센고쿠를 통일하고 에도 막부를 세운 도쿠가와 이에야스의 위패를 모신 신사 및 사당이다.
1616년 이에야스가 세상을 떠나자 닛코에 웅장한 도쇼구룰 건설하고 이듬해 그 유골을 안장하였다. 이후 일본 각지에 그의 위패를 모신 도쇼구가 속속 세워져 에도 시대에는 그 수가 500여개소에 이르렀다.
메이지 시대 초기에 상당수의 도쇼구들이 철폐되거나 통합되는 수난을 겪었고, 무녀들도 추방되었다. 어떤 것은 세월이 다소 흐르면서 복구되기도 했다. 현재 남아있는 도쇼구는 130여개소 정도이다.

## 갤러리

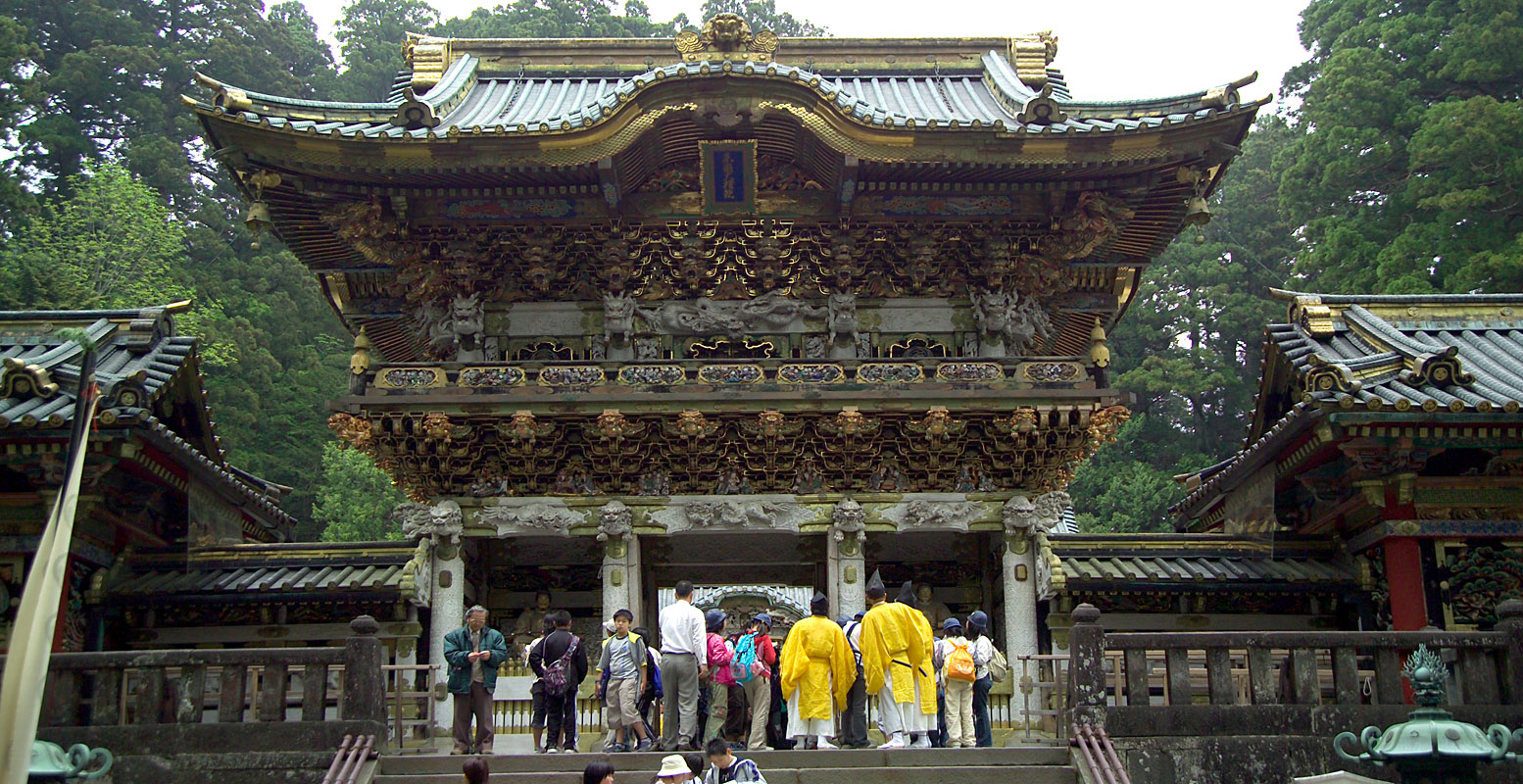
닛코 동조궁 (도치기현)
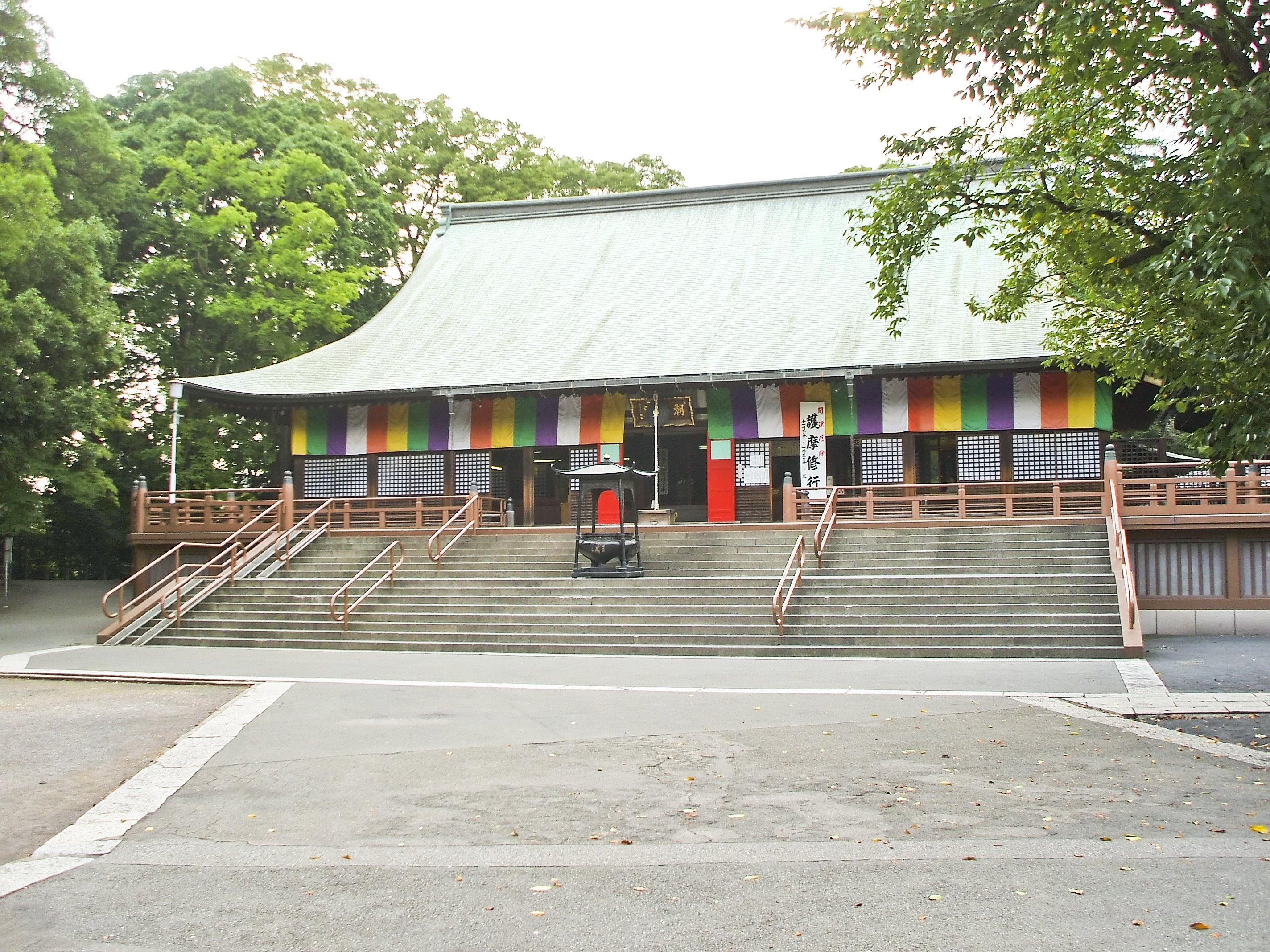
키타인 (사이타마현)
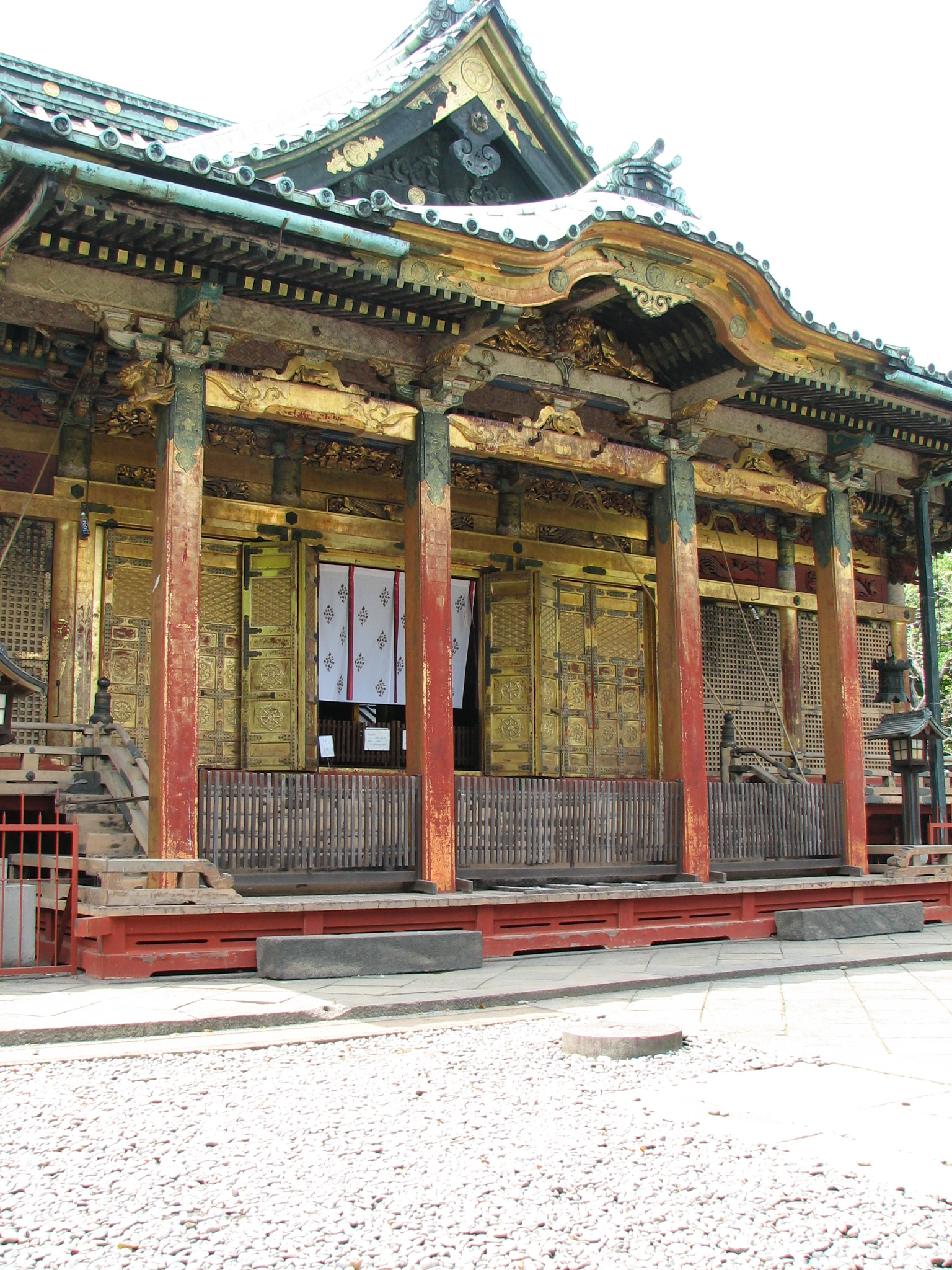
우에노 동조궁 (도쿄도)
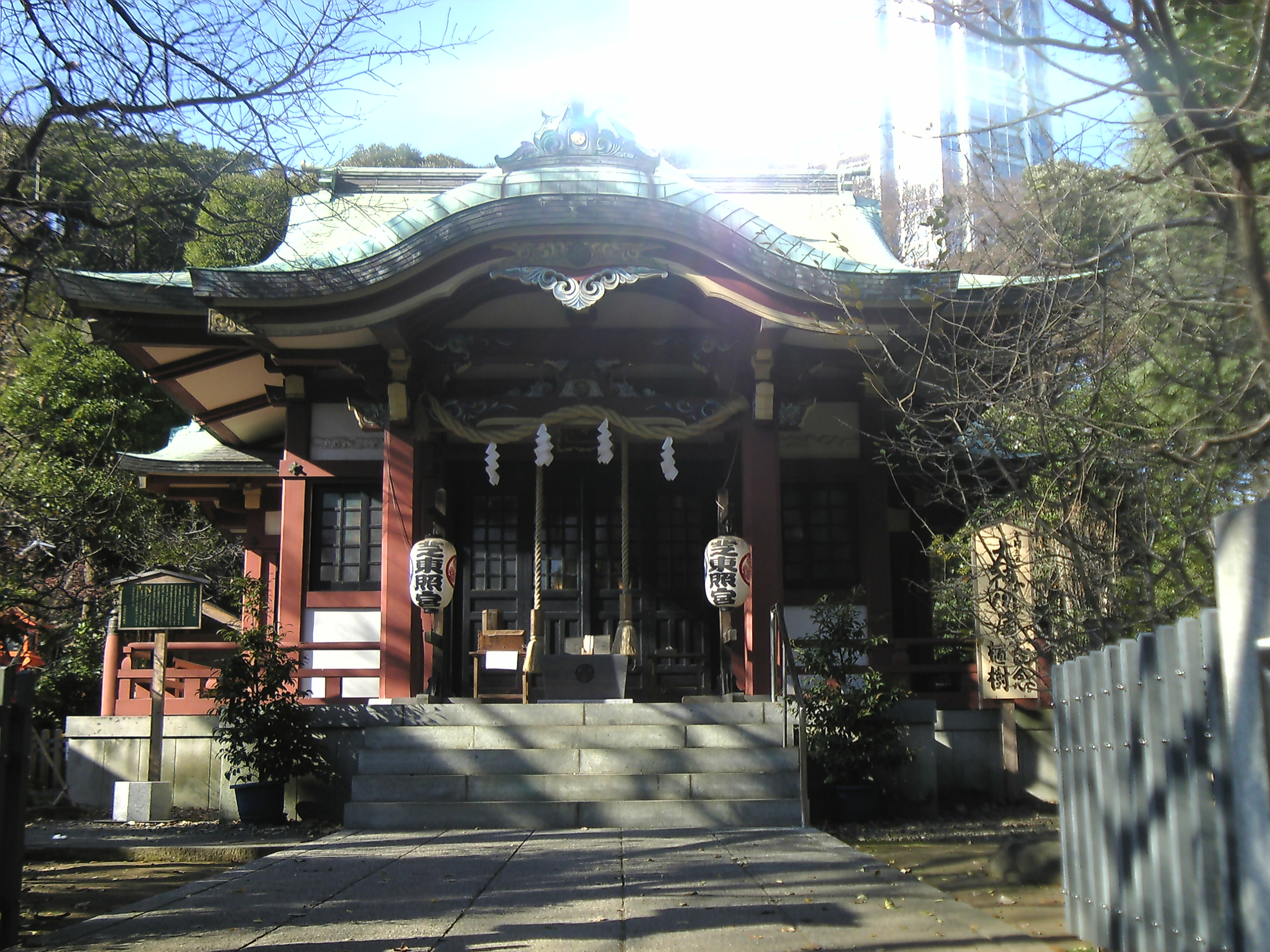
시바 동조궁 (도쿄도)
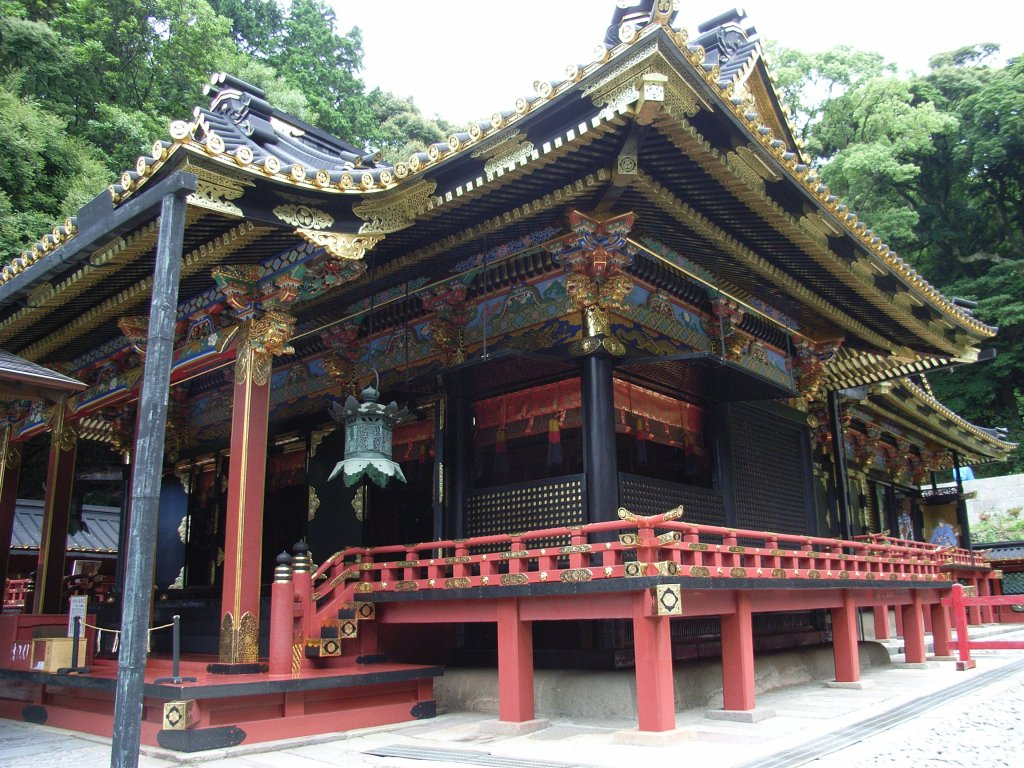
구노잔 동조궁 (시즈오카현)
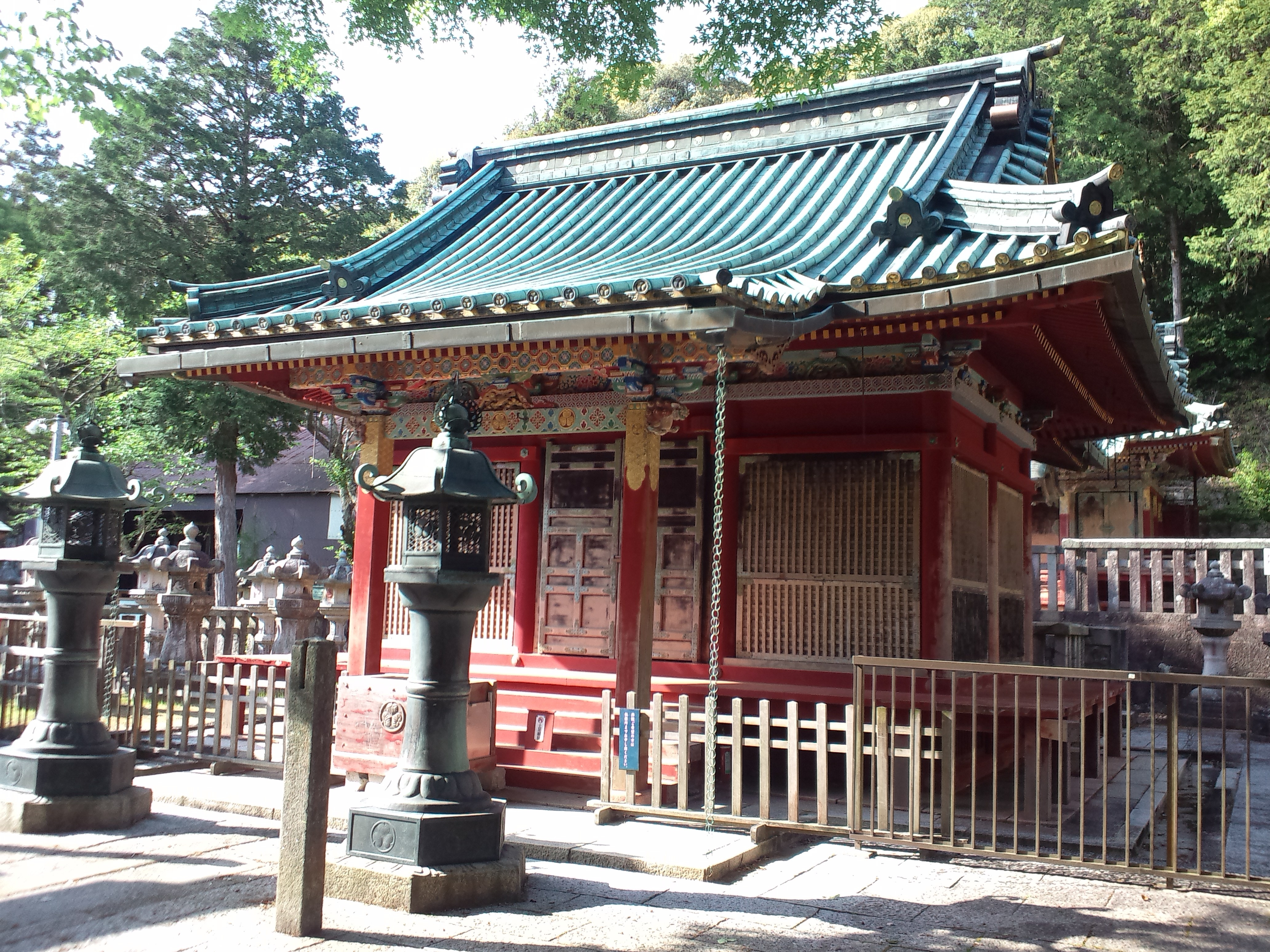
다키야마 동조궁 (아이치현)
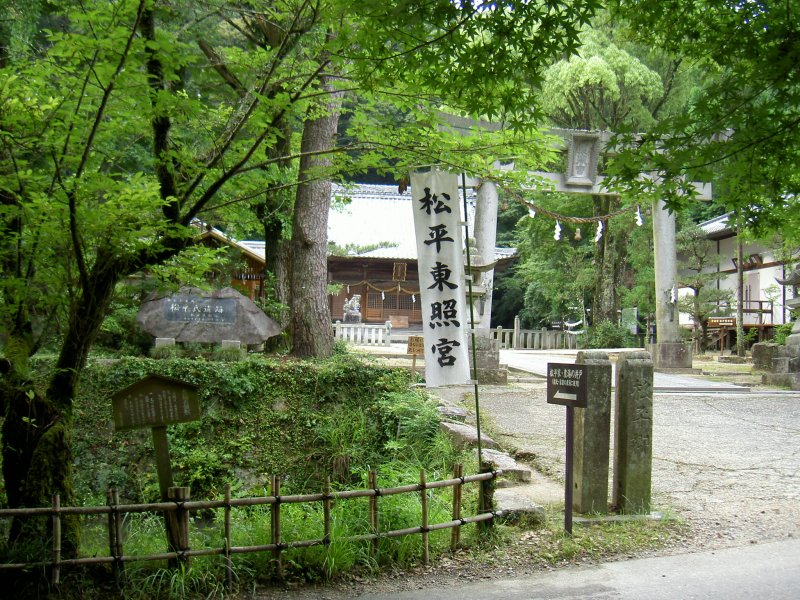
마쓰다이라 동조궁 (아이치현)
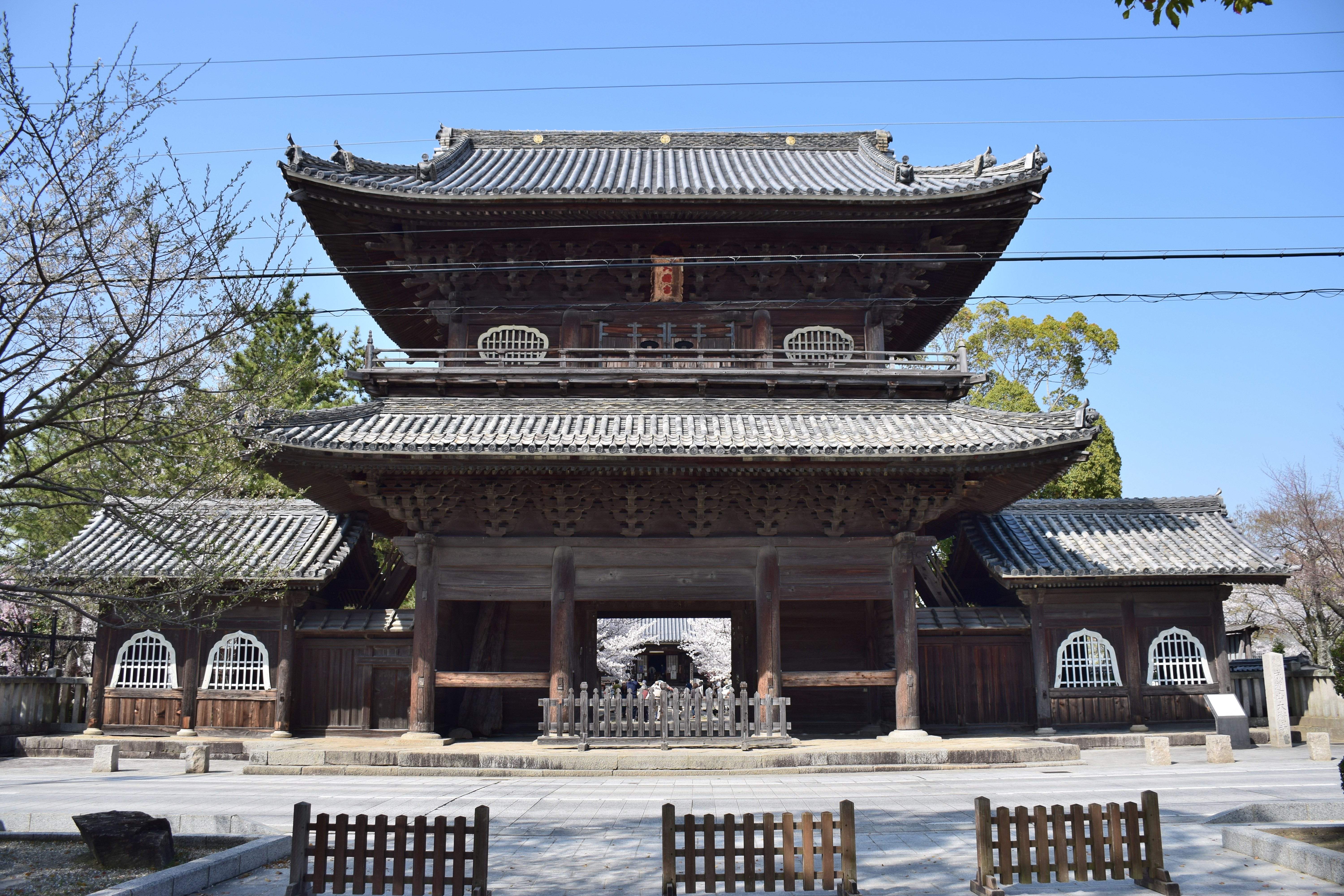
다이주지 동조궁 (아이치현)
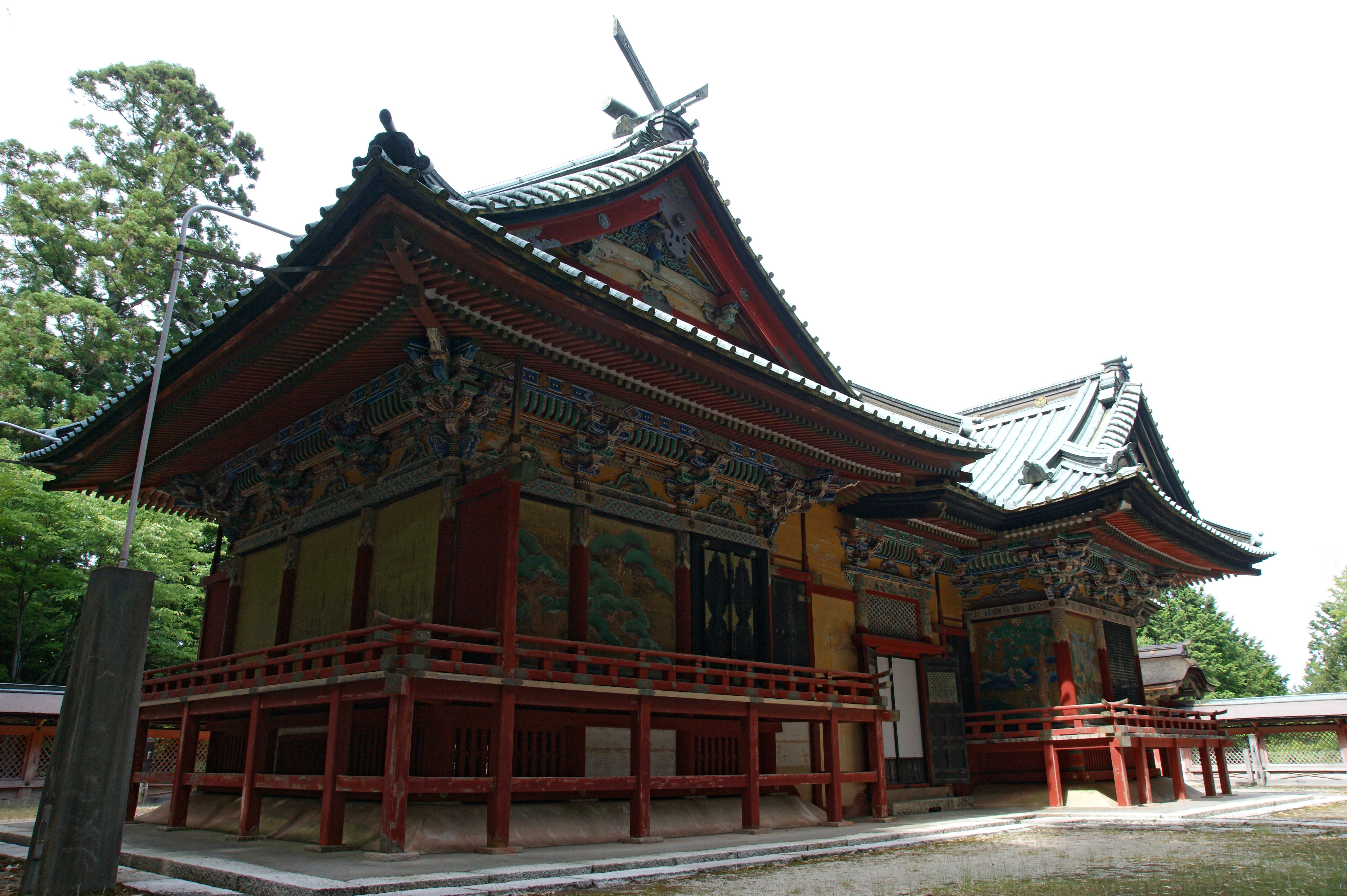
히요시 동조궁 (시가현)
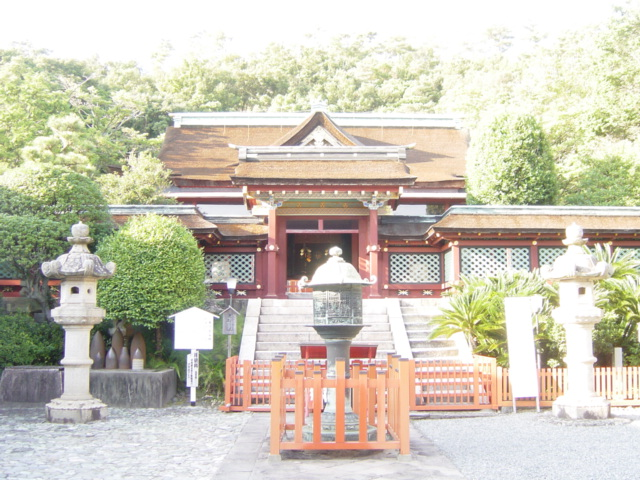
기슈 동조궁 (와카야마현)
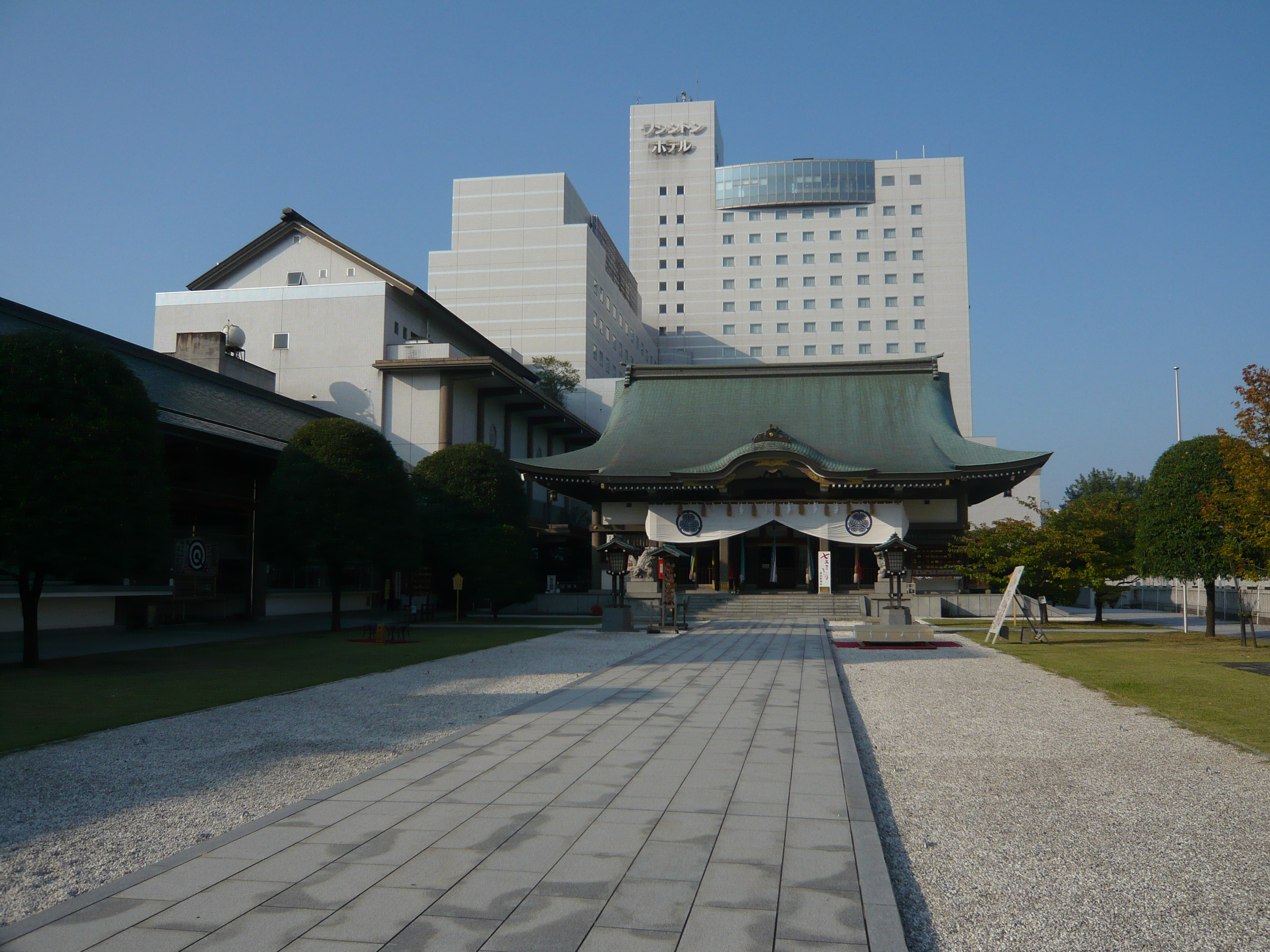
에치젠 동조궁 (후쿠이현)
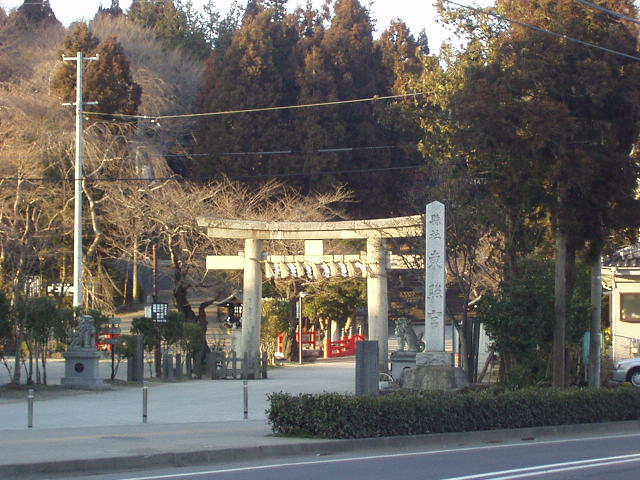
센다이 동조궁 (미야기현)
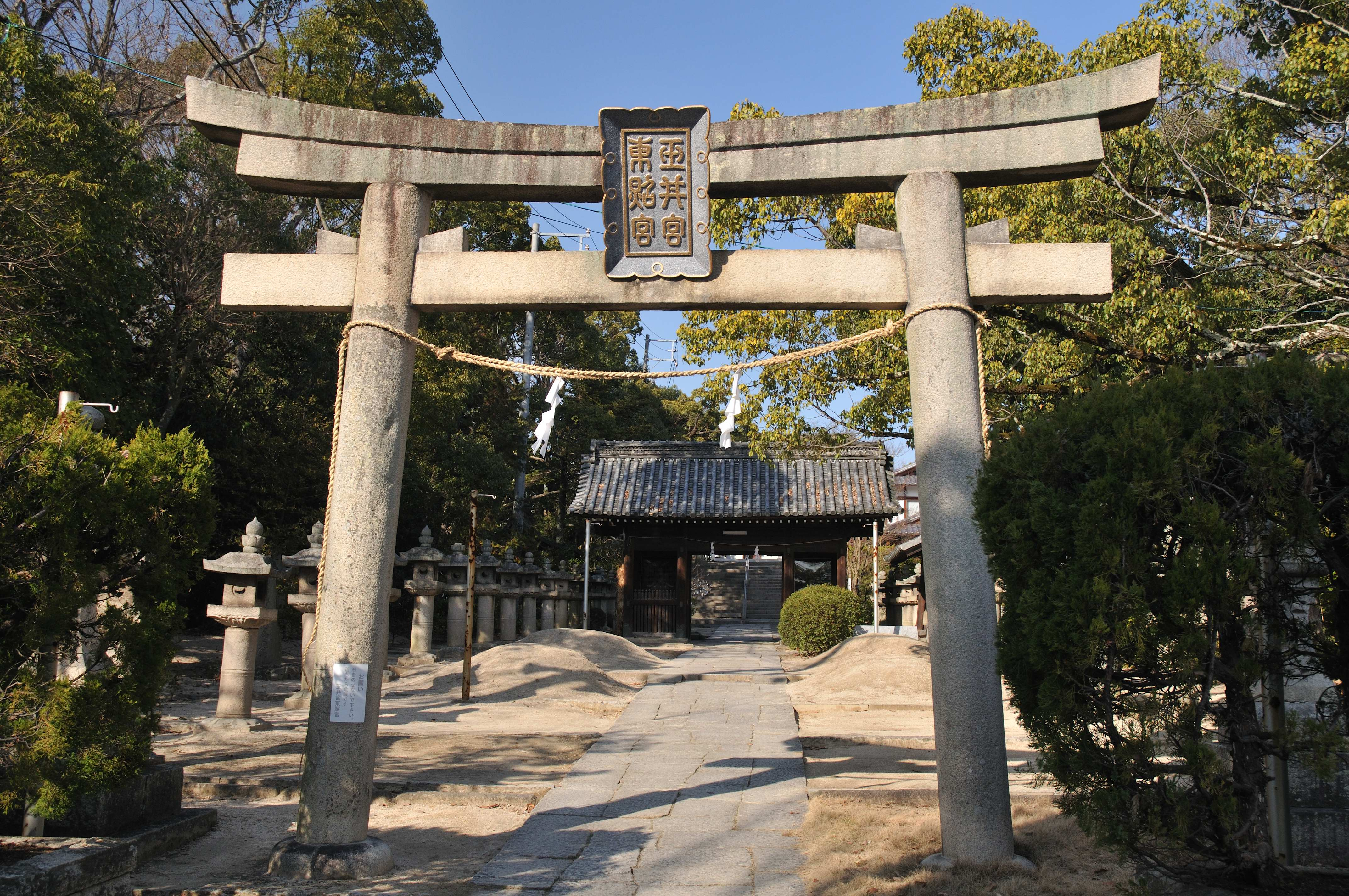
타마이구 동조궁 (오카야마현)

## 같이 보기
- 신사 (신토)
- 에도 막부
- 도쿠가와 이에야스
- 닛코시
- 메이지 시대
- 에도 시대
- 무녀